# Waldir dos Santos
Waldir dos Santos (Nova Lima, 1916–2001) foi um operário mineiro e sambista brasileiro, conhecido por sua atuação na Mina de Morro Velho e por suas contribuições à cultura do samba em Minas Gerais. Sua trajetória foi marcada pela resistência às adversidades do trabalho nas minas e pela dedicação à música, sendo reconhecido como um dos grandes representantes do samba operário.

## Biografia
Filho de atores de teatro, Waldir dos Santos foi criado por sua mãe, Dona Ormezinda, após o desaparecimento de seu pai. Iniciou sua vida profissional aos 16 anos, trabalhando na Mina de Morro Velho, em Nova Lima, Minas Gerais. Nesse período, enfrentou condições laborais adversas, incluindo jornadas com água até os joelhos e tratamento rigoroso por parte dos supervisores ingleses.
Apesar das dificuldades, Waldir demonstrou grande interesse pela leitura. À noite, costumava sentar-se sob a iluminação pública para ler, abrangendo desde clássicos da literatura até a Bíblia. Essa dedicação aos estudos permitiu-lhe aprimorar suas habilidades linguísticas, chegando a traduzir textos do inglês para o português, embora se recusasse a falar a língua de seus opressores.
Além de operário, Waldir destacou-se como dançarino e boêmio. Realizou viagens ao Rio de Janeiro para vivenciar o ambiente do samba na Lapa, tornando-se admirador da Mangueira e torcedor do Flamengo. Sua paixão pelo esporte também o levou a praticar basquete, boxe e jiu-jitsu. Em casa, incentivava a prática de boxe entre os filhos, promovendo um ambiente de disciplina e atividade física.
Formado em Contabilidade, mudou-se para Belo Horizonte com sua esposa, Dona Leonícia, professora primária. Na capital mineira, Waldir manteve sua ligação com a música, compondo sambas que refletiam o cotidiano operário e as vivências nas minas. Em 1985, apresentou-se no Teatro João Ceschiatti, no Palácio das Artes, acompanhado por músicos renomados, incluindo Gilvan de Oliveira e Mauro Rodrigues.
Waldir também esteve ativamente envolvido na vida cultural e política de Belo Horizonte, frequentando espaços boêmios e sendo próximo de intelectuais e artistas. Durante a ditadura militar, acolheu e protegeu amigos que estavam fugindo da repressão, demonstrando seu compromisso com a luta por direitos e pela liberdade de expressão.
Sua trajetória de vida e contribuição cultural foram objeto de estudo da historiadora Andréa Casa Nova Maia, resultando no livro "Waldir dos Santos, o Sambista Operário: História de uma Mina de Ouro no Tempo de Vargas". A obra aborda a vida dos mineiros de Morro Velho durante as décadas de 1930 e 1940, destacando as condições de trabalho, as formas de sociabilidade e a resistência cultural por meio da música.

## Principais composições
Waldir dos Santos compôs diversas canções que refletem sua sensibilidade artística e sua visão sobre a vida operária e social. Algumas de suas principais músicas incluem:
- "Procurei inspiração" – Uma canção romântica que retrata a busca por inspiração na natureza e nos sentimentos, destacando a força do olhar da pessoa amada:  "Procurei inspiração em todo lugar / No silêncio da noite na luz do luar / Mas apesar de tudo não pude encontrar / Só tenho inspiração na luz do teu olhar."
- "Marginal" – Samba que denuncia a marginalização de pessoas nascidas em comunidades pobres e o julgamento da sociedade sobre essas vidas:  "Nasceu na favela / Em noite de temporal / Mas para a sociedade / Nasceu mais um marginal." [Escute a música]
- "Na hora em que eu nasci" – Um samba que trata do impacto das primeiras impressões da vida e da relação do compositor com o feminino:  "Na hora em que eu nasci / Eu olhei pra trás / E o que eu vi / Eu não me esqueço mais."
- "Fox Trote" – Canção que traduz nostalgia e paixão, destacando a inspiração vinda do olhar da amada:  "Foi teu olhar que um dia / Deu-me inspiração desta melodia / Então canto em teu louvor / A melodia do nosso amor." [Escute a música]

As letras de Waldir dos Santos expressam a dualidade entre romantismo e crítica social, reforçando sua identidade como um sambista operário comprometido com sua realidade.

## Legado
Waldir dos Santos é lembrado por sua dedicação à cultura do samba e por sua resistência às adversidades enfrentadas como operário. Sua história exemplifica a interseção entre trabalho árduo e expressão artística, servindo de inspiração para estudos sobre a vida dos trabalhadores e suas manifestações culturais no Brasil. Sua obra continua a ser valorizada por pesquisadores e músicos, sendo considerada uma importante contribuição à história do samba mineiro e nacional.